# Mahonia microphylla
Mahonia microphylla là một loài thực vật có hoa trong họ Hoàng mộc. Loài này được T.S. Ying & G.R. Long mô tả khoa học đầu tiên năm 1999.